# 10929 Ченьфан'юнь
10929 Ченьфан'юнь (10929 Chenfangyun) — астероїд головного поясу, відкритий 1 лютого 1998 року.
Тіссеранів параметр щодо Юпітера — 3,197.